# Primetime Emmy Award de la meilleure mini-série ou du meilleur téléfilm
Pour les articles homonymes, voir Emmy de la meilleure série.
Le Primetime Emmy Award de la meilleure mini-série ou du meilleur téléfilm (Primetime Emmy Award for Outstanding Miniseries or Movie) est une récompense de télévision remise depuis 1973 au cours de la cérémonie annuelle des Primetime Emmy Awards.
Elle est le résultat de la fusion en 2011 des catégories « meilleure mini-série » et « meilleur téléfilm », catégories qui sont à nouveau divisées en 2014.

## Palmarès
Note : L'année indiquée est celle de la cérémonie. Les séries lauréates sont indiquées en tête de chaque catégorie et en caractères gras.

### Années 1970
- 1973 : Tom Brown's Schooldays
- 1974 : Colombo : Subconscient (Columbo: Double Exposure)
- 1975 : Benjamin Franklin (en)
- 1976 : Maîtres et Valets (Upstairs, Downstairs)
- 1977 : Racines (Roots)
- 1978 : Holocauste (Holocaust)
- 1979 : Racines 2 (Roots: The Next Generations)

### Années 1980
- 1980 : Edward and Mrs Simpson
- 1981 : Shōgun
- 1982 : Marco Polo
- 1983 : Nicholas Nickleby
- 1984 : Concealed Enemies
- 1985 : Le Joyau de la couronne (The Jewel in the Crown)
- 1986 : Pierre le Grand (Peter the Great)
- 1987 : A Year in the Life
- 1988 : Le Meurtre de Mary Phagan (The Murder of Mary Phagan)
- 1989 : Les Orages de la Guerre (War and Remembrance)

### Années 1990
- 1990 : Drug Wars: The Camarena Story
- 1991 : Separate But Equal
- 1992 : Une femme nommée Jackie (A Woman Named Jackie)
- 1993 : Suspect numéro 1 - Saison 2 : Opération Nadine (Prime Suspect 2)
- 1994 : Suspect numéro 1 - Saison 3 : Le Réseau de la honte (Prime Suspect 3)
- 1995 : La Bible : Joseph (The Bible: Joseph)
- 1996 : Les Voyages de Gulliver (Gulliver's Travels)
- 1997 : Suspect numéro 1 - Saison 5 : Erreur de jugement (Prime Suspect 5: Errors Of Judgement)
- 1998 : De la Terre à la Lune (From the Earth to the Moon)
- 1999 : Hornblower 1: The Even Chance

### Années 2000
- 2000 : The Corner
  - Les Mille et Une Nuits (Arabian Nights)
  - The Beach Boys: An American Family (en)
  - Jesus
  - P. T. Barnum

- 2001 : Anne Frank: The Whole Story
  - Les Chroniques de San Francisco (Tales of the City)
  - Hornblower 5: Mutiny
  - Judy Garland, la vie d'une étoile (Life with Judy Garland: Me and My Shadows)
  - Nuremberg

- 2002 : Frères d'armes (Band of Brothers)
  - Dinotopia
  - Les Brumes d'Avalon (The Mists of Avalon)
  - Shackleton

- 2003 : Disparition (Taken)
  - Hitler : la Naissance du mal (Hitler: The Rise of Evil)
  - Napoléon

- 2004 : Angels in America
  - American Family (American Family: Journey of Dreams)
  - Hornblower 8: Duty
  - Suspect numéro 1 - Saison 6 : Souvenirs assassins de Bosnie (Prime Suspect 6: The Last Witness )
  - Traffic

- 2005 : The Lost Prince
  - Les 4400 (The 4400)
  - Elvis : Une étoile est née (Elvis)
  - Empire Falls

- 2006 : Elizabeth I
  - La Maison d'Âpre-Vent
  - Into the West
  - Sleeper Cell

- 2007 : Broken Trail
  - Suspect numéro 1 - Saison 7 : Le dernier acte (Prime Suspect: The Final Act)
  - Starter Wife

- 2008 : John Adams
  - La Menace Andromède (The Andromeda Strain)
  - Cranford
  - Deux princesses pour un royaume (Tin Man)

- 2009 : La Petite Dorrit (Little Dorrit)
  - Generation Kill

### Années 2010
- 2010 :
  - Meilleure mini-série : The Pacific
    - Return to Cranford

  - Meilleur téléfilm : Temple Grandin
    - Endgame
    - Georgia O'Keeffe
    - Moon Shot
    - The Special Relationship
    - La Vérité sur Jack (You Don't Know Jack)

En 2011, les catégories « meilleure mini-série » et « meilleur téléfilm » sont fusionnées sous le nom de « meilleure mini-série ou meilleur téléfilm ».
- 2011 : Downton Abbey
  - Cinema Verite
  - Les Kennedy (The Kennedys)
  - Mildred Pierce
  - Les Piliers de la Terre (The Pillars of the Earth)
  - Too Big to Fail : Débâcle à Wall Street (Too Big to Fail)

- 2012 : Game Change
  - American Horror Story
  - Hatfields and McCoys
  - Hemingway and Gellhorn
  - Luther
  - Sherlock : Un scandale à Buckingham (A Scandal in Belgravia)

- 2013 : Ma vie avec Liberace (Behind the Candelabra)
  - American Horror Story: Asylum
  - La Bible (The Bible)
  - Political Animals
  - Phil Spector
  - Top of the Lake

- 2014 :
  - Meilleure mini-série : Fargo
    - American Horror Story: Coven
    - Bonnie and Clyde: Dead and Alive
    - Luther
    - Treme
    - The White Queen

  - Meilleur téléfilm : The Normal Heart
    - Muhammad Ali's Greatest Fight
    - Killing Kennedy
    - Sherlock : Son dernier coup d'éclat (His Last Vow)
    - The Trip to Bountiful

- 2015 : 
  - Meilleure mini-série : Olive Kitteridge
    - American Crime
    - American Horror Story: Freak Show
    - The Honourable Woman
    - Dans l'ombre des Tudors

  - Meilleur téléfilm : Bessie
    - Agatha Christie's Poirot: Curtain, Poirot's Last Case (Acorn TV)
    - Grace of Monaco (Lifetime)
    - Hello Ladies: The Movie (HBO)
    - Killing Jesus (National Geographic Channel)
    - Nightingale

- 2016 : 
  - Meilleure mini-série : The People v. O. J. Simpson: American Crime Story (FX)
    - American Crime (ABC)
    - Fargo (FX)
    - The Night Manager : L'Espion aux deux visages (AMC)
    - Racines (History)

  - Meilleur téléfilm : Sherlock : L'Effroyable Mariée (Sherlock: The Abominable Bride) (PBS)
    - A Very Murray Christmas (Netflix)
    - All the Way (HBO)
    - Confirmation (HBO)
    - Luther (BBC America)

- 2017 : 
  - Meilleure mini-série : Big Little Lies (HBO)
    - Fargo (FX)
    - Feud (FX)
    - Genius (Nat Geo)
    - The Night Of (HBO)

  - Meilleur téléfilm : Black Mirror (Netflix)
    - Dolly Parton's Christmas of Many Colors: Circle of Love (NBC)
    - The Immortal Life of Henrietta Lacks (HBO)
    - Sherlock : Le Détective affabulant (PBS)
    - The Wizard of Lies (HBO)

- 2018 : The Assassination of Gianni Versace: American Crime Story (FX)
  - L'Aliéniste (TNT)
  - Genius: Picasso (Nat Geo)
  - Godless (Netflix)
  - Patrick Melrose (Showtime)

- 2019 : Chernobyl (HBO)
  - Escape at Dannemora (Showtime)
  - Fosse/Verdon (FX)
  - Sharp Objects (HBO)
  - Dans leur regard  (Netflix)

### Années 2020
- 2020 : Watchmen (HBO)
  - Little Fires Everywhere (Hulu)
  - Mrs. America (FX)
  - Unbelievable (Netflix)
  - Unorthodox (Netflix)

- 2021 : Le Jeu de la dame
  - I May Destroy You
  - Mare of Easttown
  - The Underground Railroad
  - WandaVision

- 2022 : The White Lotus
  - Dopesick
  - The Dropout
  - Inventing Anna
  - Pam and Tommy

- 2023 : Acharnés
  - Monstre
  - Daisy Jones and The Six
  - Anatomie d'un divorce
  - Obi-Wan Kenobi

- 2024 : Mon petit renne (Baby Reindeer)
  - Fargo
  - Lessons in Chemistry
  - Ripley
  - True Detective: Night Country